# Crested Butte
Crested Butte är en ort, ett berg och en skidort i Colorado.
Skidorten ligger 2 850 m ö.h. vid foten av berget med samma namn. Bergets topp ligger på 3 700 m ö.h. Crested Butte har 14 liftar orten har varit värd för X Games och Amerikanska Mästerskapen i Extrem-skidåkning. I staden Crested Butte, 3 miles sydväst om skidorten, finns ett Nordic Center med en skridskooval och goda möjligheter för längdåkning. 